# Junnosuke Inoue
Junnosuke Inoue (井上準之助, Inoue Junnosuke), 6 mai 1869 - 9 février 1932 à Tokyo, est un homme d'affaires japonais et dirigeant de banque centrale. Il occupe à deux reprises (9e et 11e) le poste de gouverneur de la Banque du Japon (BdJ).

## Biographie
Né dans la préfecture d'Ōita en 1869 Inoue est stagiaire de la BdJ en compagnie de Hisaakira Hijikata en 1897. Les deux jeunes hommes sont envoyés par la banque pour en apprendre davantage sur les pratiques bancaires britanniques à Londres. De 1913-1919, Inoue est à la tête de la Yokohama Specie Bank (en). Inoue est gouverneur de la Banque du Japon du 13 mars 1919 au 2 septembre 1923 et de nouveau à partir du 10 mai 1927 au 1er juin 1928.
En 1932, Inoue est l'un des deux importants responsables japonais assassinés lors de l'incident de la Ligue du sang.

## Source de la traduction
- (en) Cet article est partiellement ou en totalité issu de l’article de Wikipédia en anglais intitulé « Junnosuke Inoue » (voir la liste des auteurs).